# قضح القبلي (حورة)

تعديل مصدري - تعديل

قضح القبلي هي إحدى قرى عزلة حوره بمديرية حورة التابعة لمحافظة حضرموت، بلغ تعداد سكانها 385 نسمة حسب تعداد اليمن لعام 2004.